# 新宮城

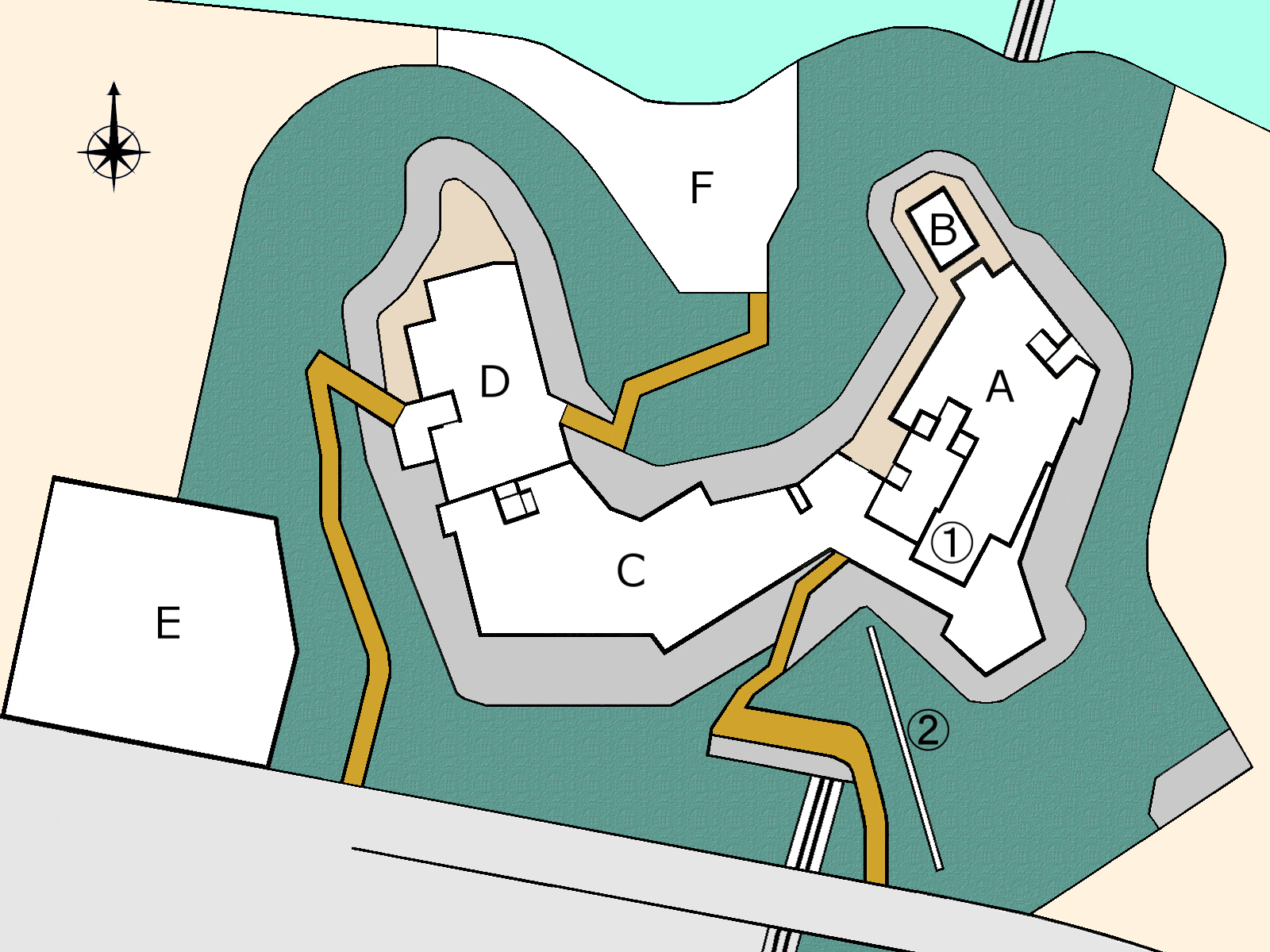
新宮城の概要図
A. 本丸 B. 出丸 C. 鐘ノ丸 D. 松ノ丸 E. 二ノ丸（正明保育園） F. 水ノ手
① 天守台 ② ケーブルカー軌道跡

新宮城（しんぐうじょう）は、和歌山県新宮市にあった日本の城。別名丹鶴城（たんかくじょう）。また、沖見城（おきみじょう）とも称された。城跡は「新宮城跡附水野家墓所」として国の史跡に指定されている。

## 概要

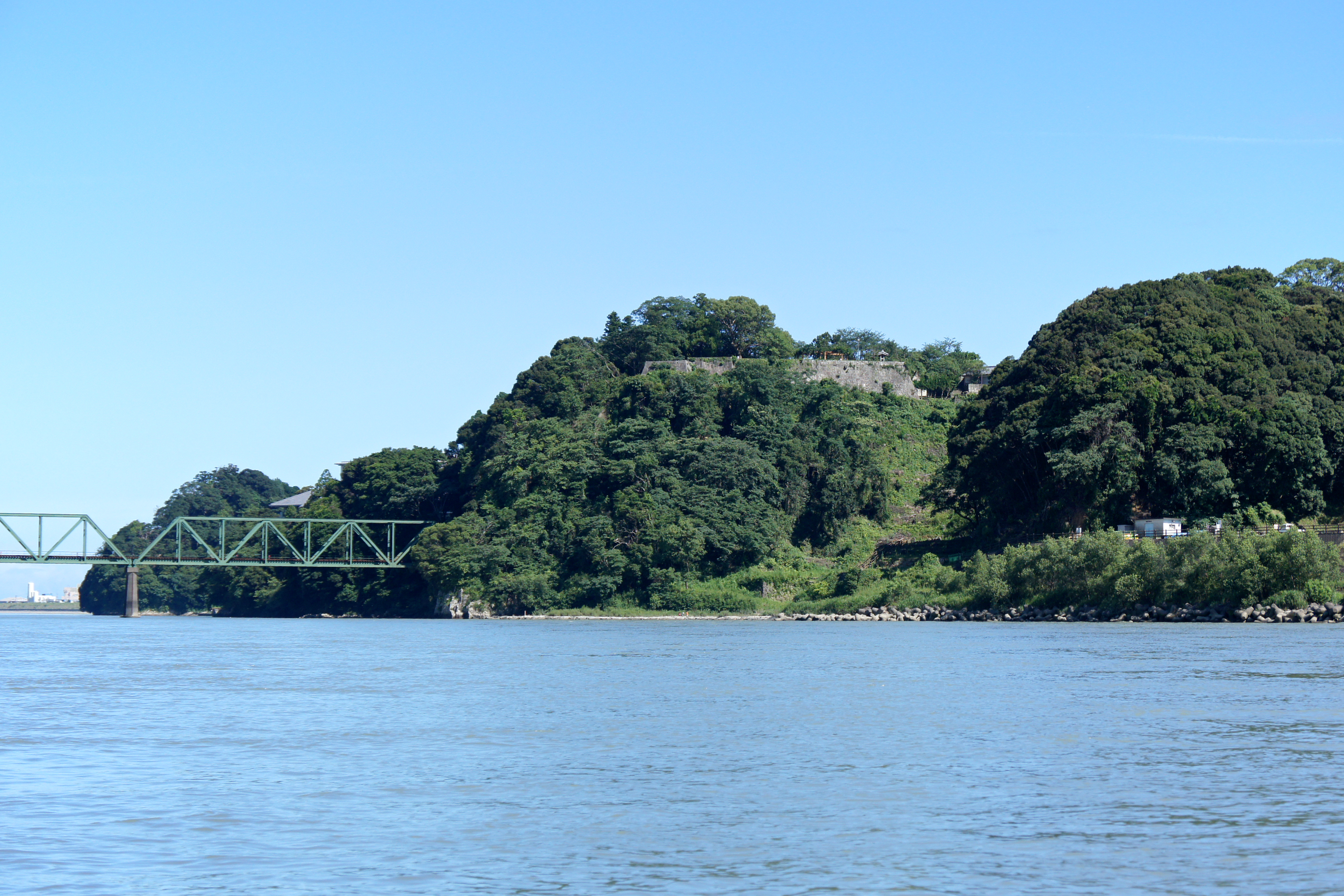
熊野川と新宮城

新宮城は、熊野川沿岸の田鶴原（たづはら）と呼ばれたあたりの小高い丘である丹鶴山（現在の和歌山県新宮市新宮字丹鶴）に築かれた平山城である。別名・丹鶴城は、もとこの地に、源為義と熊野別当の娘の子である丹鶴姫の住まいがあったことによる。ちなみに、「堀内新宮城」（別名・堀内屋敷）を築城した堀内氏以前に、熊野地方を統治した新宮氏の祖とされる新宮十郎行家（源頼朝の叔父）は、丹鶴の弟である。堀内氏時代の「堀内新宮城」（堀内屋敷）の城跡は、全龍寺の境内となり、寺の西側に水堀が残る。
現在の地に築城したのは浅野忠吉であり、一国一城令により一度廃城した後、忠吉が再築城した新宮城には、大・小の天守や二ノ丸（水野氏時代には鐘ノ丸）などがあった。松ノ丸のある姿となったのは水野2代重良の頃である。浅野・水野氏時代の「新宮城」の城跡には、切込み接ぎ（きりこみはぎ）の石垣のほかに打込み接ぎ（うちこみはぎ）の石垣も残されている。
1952年（昭和27年）には、新宮城本丸周辺は民有地となっており、当時旅館業を営んでいた業者が旅館「二の丸」入口（登坂〈とさか〉側登り口。本来の水野氏時代の二ノ丸は、現在の正明保育園の場所に位置する）と本丸を結ぶケーブルカーを運行していたが、ケーブルカーは1980年（昭和55年）に休止し、1990年代に正式廃線となっている。現状は、民有地時代のケーブルカー跡なども残るが、本丸のほか主な城域が公有地化されて丹鶴城公園となっており、「和歌山県朝日夕陽百選」にも選定されている。地下には紀勢本線のトンネルが通されている。また、東側の一部は天理教南海大教会の敷地の一部になっている。現在、新宮市では天守の再建も視野に入れた整備計画が進行中である。

## 歴史
もともと田鶴原と称されたこの地には、平安時代末に熊野三山を支配した熊野別当の別邸が建てられ、その後代々が居住したといわれる。源為義は、熊野別当の娘のもとに通い1女1男をもうけたが、その女子が丹鶴山および丹鶴城の別名の由来となった丹鶴姫である。丹鶴はのちに熊野別当第19 代となる行範（ぎょうはん）に嫁ぎ、行範が死去すると剃髪して鳥居禅尼と名乗り、1130年（大治5年）、丹鶴山に夫の菩提を弔う東仙寺を建立した。

### 安土桃山時代
堀内氏
堀内氏の「堀内新宮城」（堀内屋敷）は、天正年間（1573 – 1593年）に熊野地方を統治した堀内安房守氏善が構えた平城であり、その城跡は、新宮市千穂にある全龍寺（新宮城主・水野重仲〈重央〉の菩提寺）に位置し、西側に水堀の一部が認められる。この堀内氏の居城は、堀内氏が関ヶ原の戦いで西軍方についたため、東軍（徳川）方に寝返った桑山一晴により攻略された。ちなみに、全龍寺の近くにつけられた「取出町」という地名は、氏善の砦があったことによるといわれる。
浅野氏
代わって1601年（慶長6年）、紀州藩主となった浅野幸長の重臣・浅野忠吉が築城を開始し、丹鶴山にあった東仙寺および香林寺（崗輪寺〈堀内氏時代以前〉、熊野速玉大社の神宮寺。現・宗応寺）を移転させ、翌1602年（慶長7年）に城を築いた。

### 江戸時代
1615年（元和元年）、一国一城令により廃城となる。その後、1618年（元和4年）に再び築城が認められると、浅野忠吉は熊野川沿岸の新宮城の再築に着手した。
水野氏
1619年（元和5年）、完成を前に、浅野氏は備後三原の三原城（現在の広島県三原市）へ転封し、徳川頼宣が紀州藩主として入国して以後、付家老・水野重仲（重央）が城主となった。重仲は浅野氏の築城を継続し、2代重良の時代の1628年（寛永5年）に城下の田地であった伊佐田（いさだ）に堀を設け、城は1633年（寛永10年）に完成を見たが、その後も3代重上が石塁などを造築し、1667年（寛文7年）、現在に見られる近世城郭が完成した。
1664年（寛文4年）、地震により松ノ丸が崩れている。また、1707年（宝永4年）の宝永地震による石垣などの被害は、幕府に届け出るため1708年（宝永5年）に作成された「紀州新宮城絵図」に見られ、翌1709年（宝永6年）に大補修工事がなされている。さらに、1808年（文化5年）には暴風雨により被災している。

### 明治時代
水野氏の居城として明治維新を迎えた。1869年（明治2年）、水野忠幹の封土奉選後、新宮城の下屋敷に新宮藩の藩庁が置かれ、1871年8月（明治4年7月）には廃藩置県により旧藩庁に新宮県庁が置かれたが、1872年1月（明治4年11月）に和歌山県と合併した。1873年（明治6年）の廃城令より、天守などの建物を払い下げ、1875年（明治8年）までにすべて取り壊されて、旧材は寺院などに転用された。1891年（明治24年）には二ノ丸（上屋敷）跡に天理教南海大教会が開設され、1972年（昭和47年）に移転すると天理教会婦人部が経営する現在の正明保育園が開園している。

### 大正時代
1920年（大正9年）、伊佐田池（いさだのいけ）とも呼ばれる堀の埋め立てが着工され、1922年（大正11年）には大部分が「丹鶴町」として造成された。

### 昭和時代

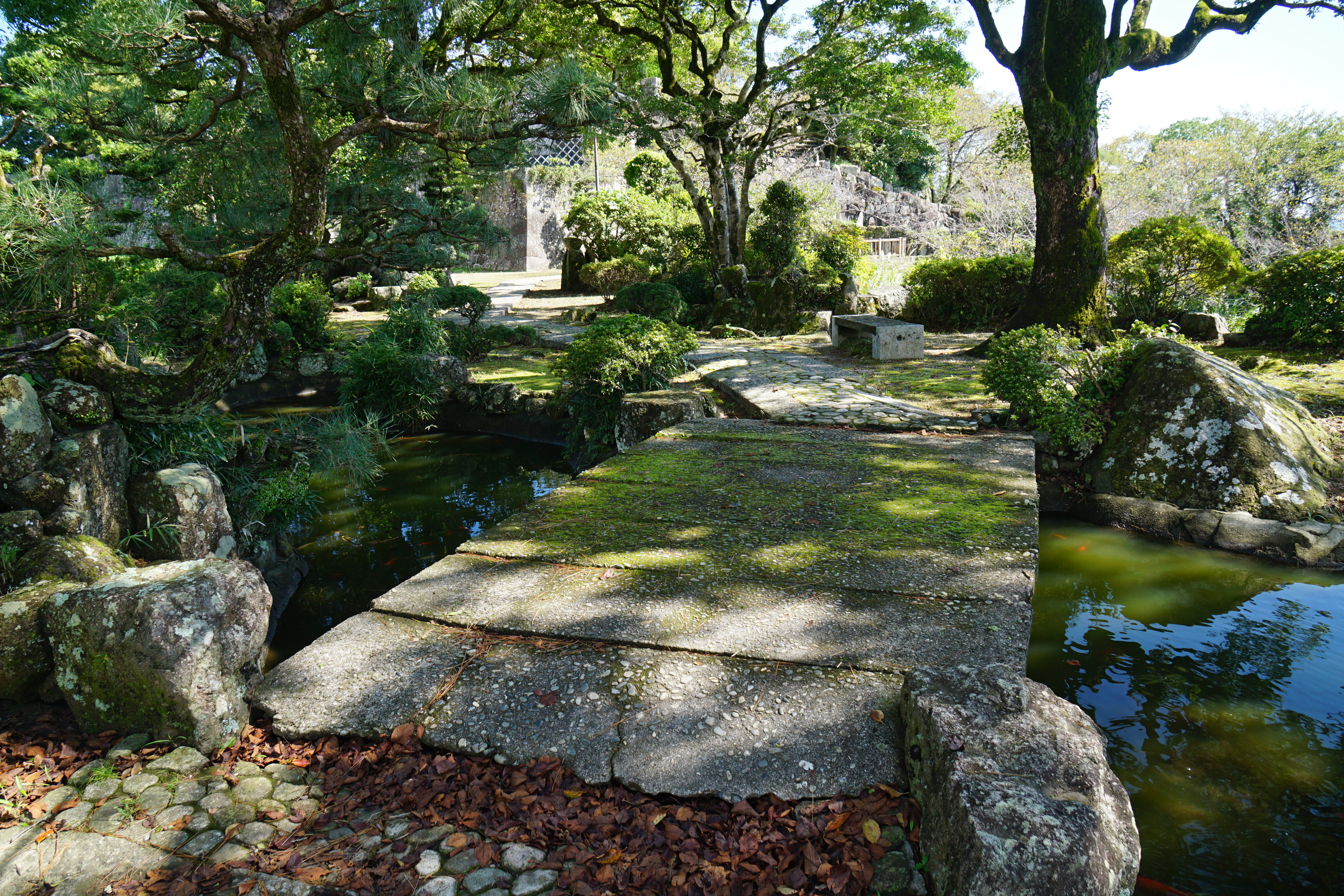
鐘ノ丸に造られた庭園

1952年（昭和27年）、鐘ノ丸跡を中心とした民営の旅館「二の丸」が開業し、日本一短いといわれたケーブルカーや遊具が設置され、ビアガーデンも開設された。ケーブルカーは1954年（昭和29年）に建設されたもので、定員10名、軌道約100メートル、駅間88メートルの距離を運行していた。その後、1979年（昭和54年）10月に、旅館のあった鐘ノ丸や松ノ丸を除き、新宮市が本丸跡および登城道の全範囲を買収。1980年（昭和55年）には主要部分を買収し、丹鶴城公園として、本丸・出丸・鐘ノ丸・松ノ丸跡などの整備が開始された。ケーブルカーの運行は、1980年（昭和55年）11月、上皇后美智子（当時は皇太子妃）の訪問時が最後となった。

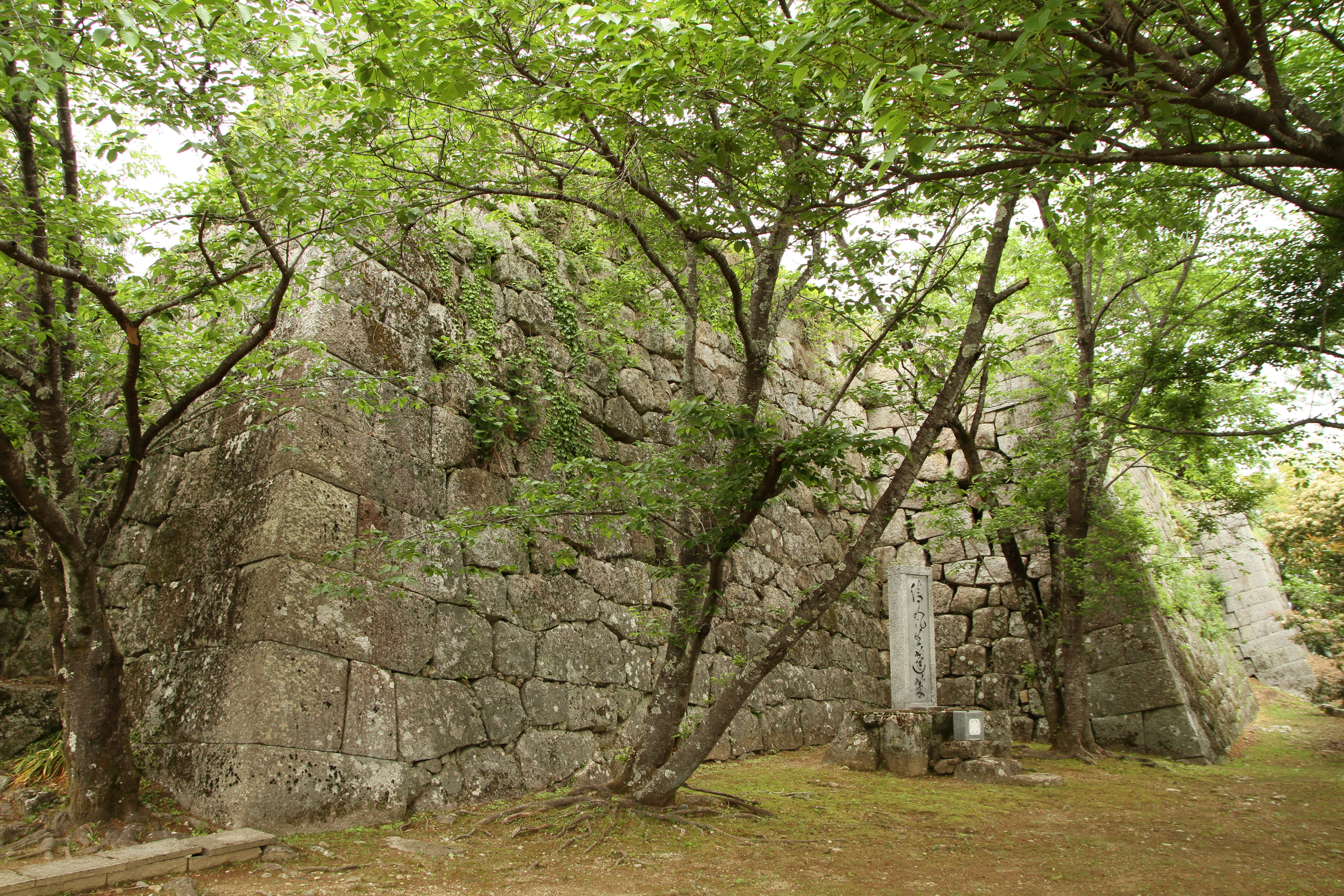
本丸の石垣

1983年（昭和58年）10月、江戸千家を創始した茶人である川上不白の顕彰碑が、天守台のあった石垣の下に建立された。不白は1719年（享保4年）に水野氏の家臣のもとに生まれ、碑には不白が好んだという「清風生蓬莱」の文字が彫られている。また、1985年（昭和60年）3月に「丹鶴姫之碑」が本丸跡に備えられ、1986年（昭和61年）10月には、村井正誠の揮毫による与謝野寛の歌碑が建立された。

### 平成時代

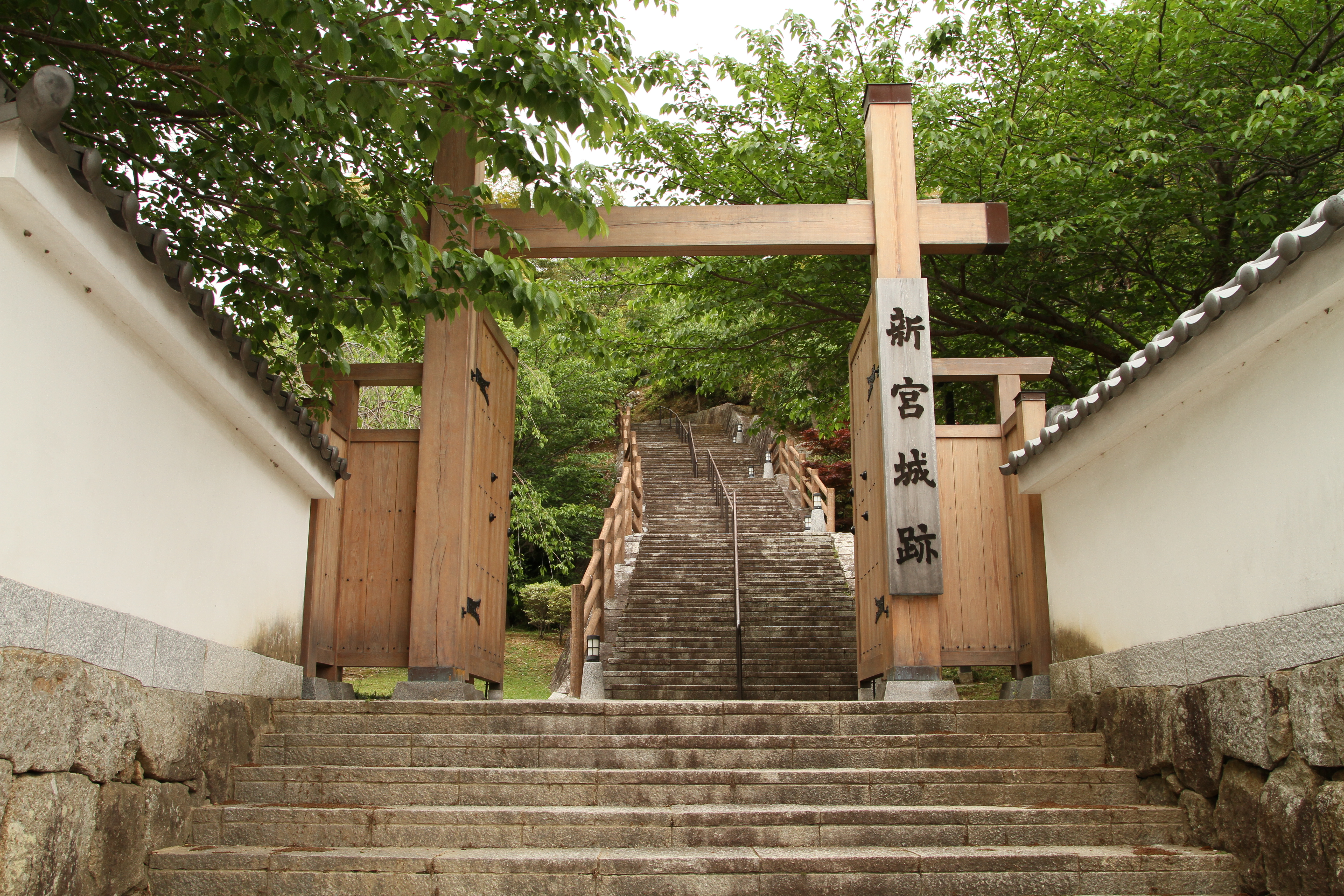
新たに整備された西側登城路と冠木門

2003年（平成15年）8月27日、新宮城跡は水野家墓所とともに「新宮城跡附水野家墓所」として国の史跡に指定された。2017年（平成29年）4月6日には、続日本100名城（167番）に選定されている。

## 構造

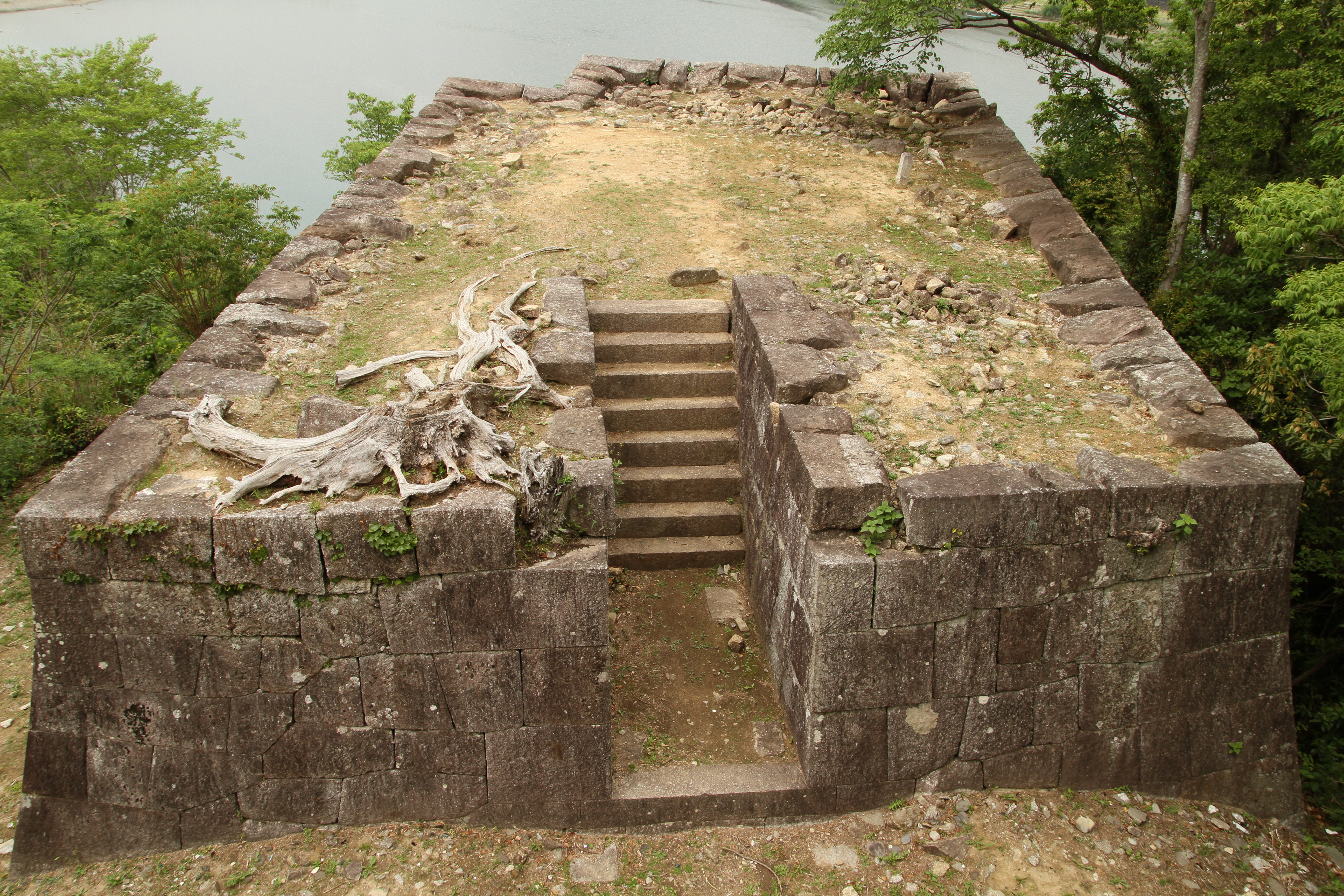
出丸

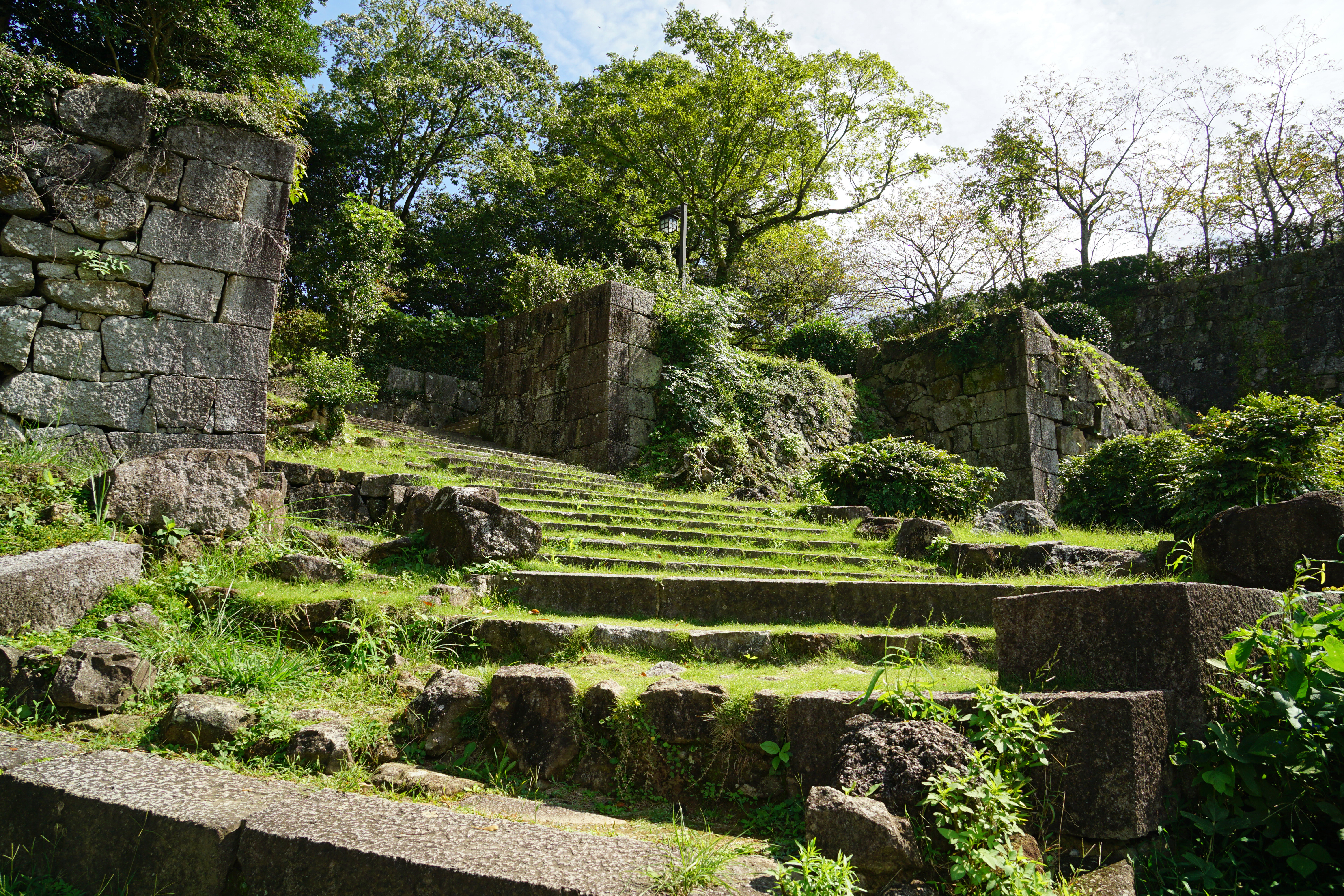
松ノ丸の虎口

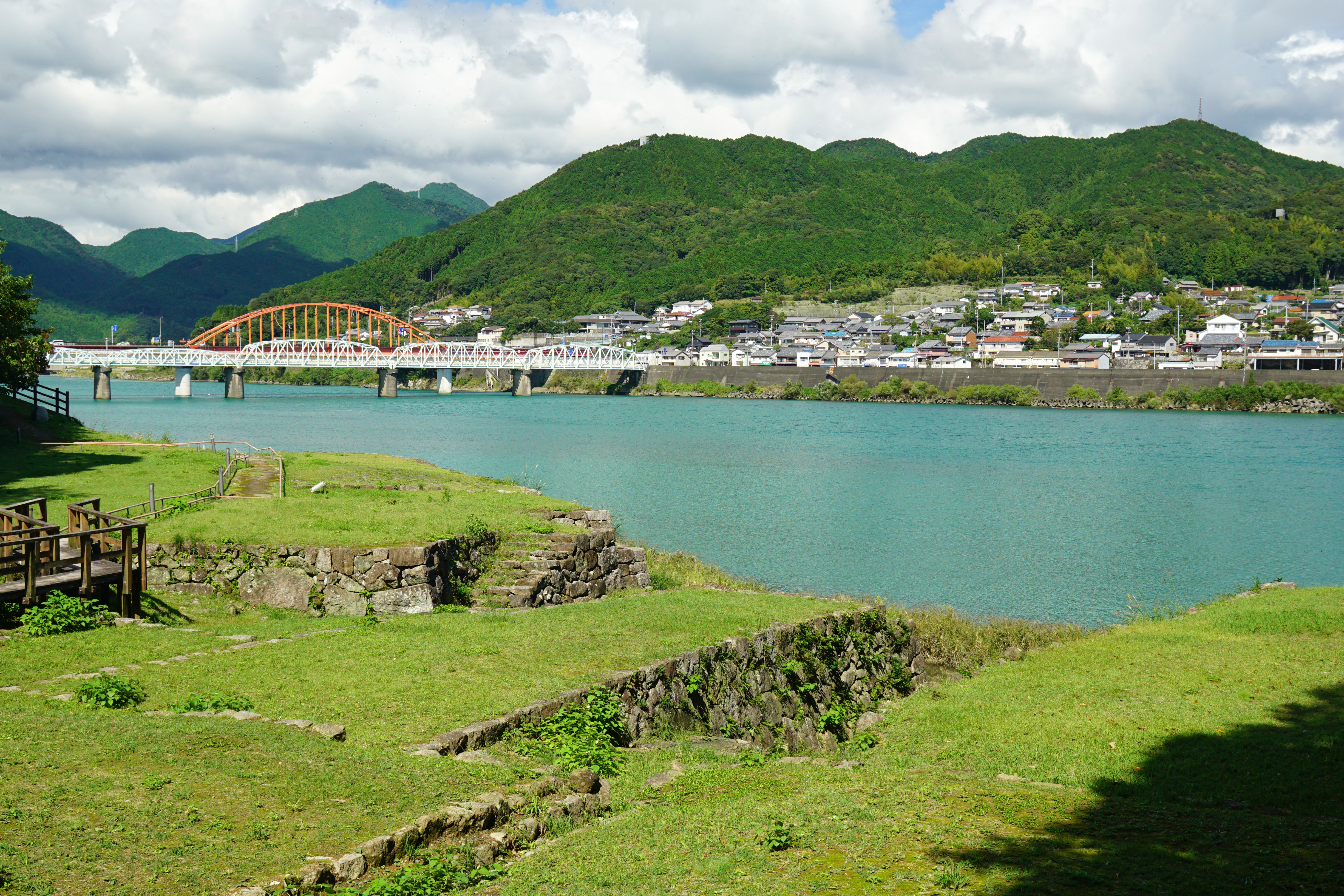
水ノ手と熊野川

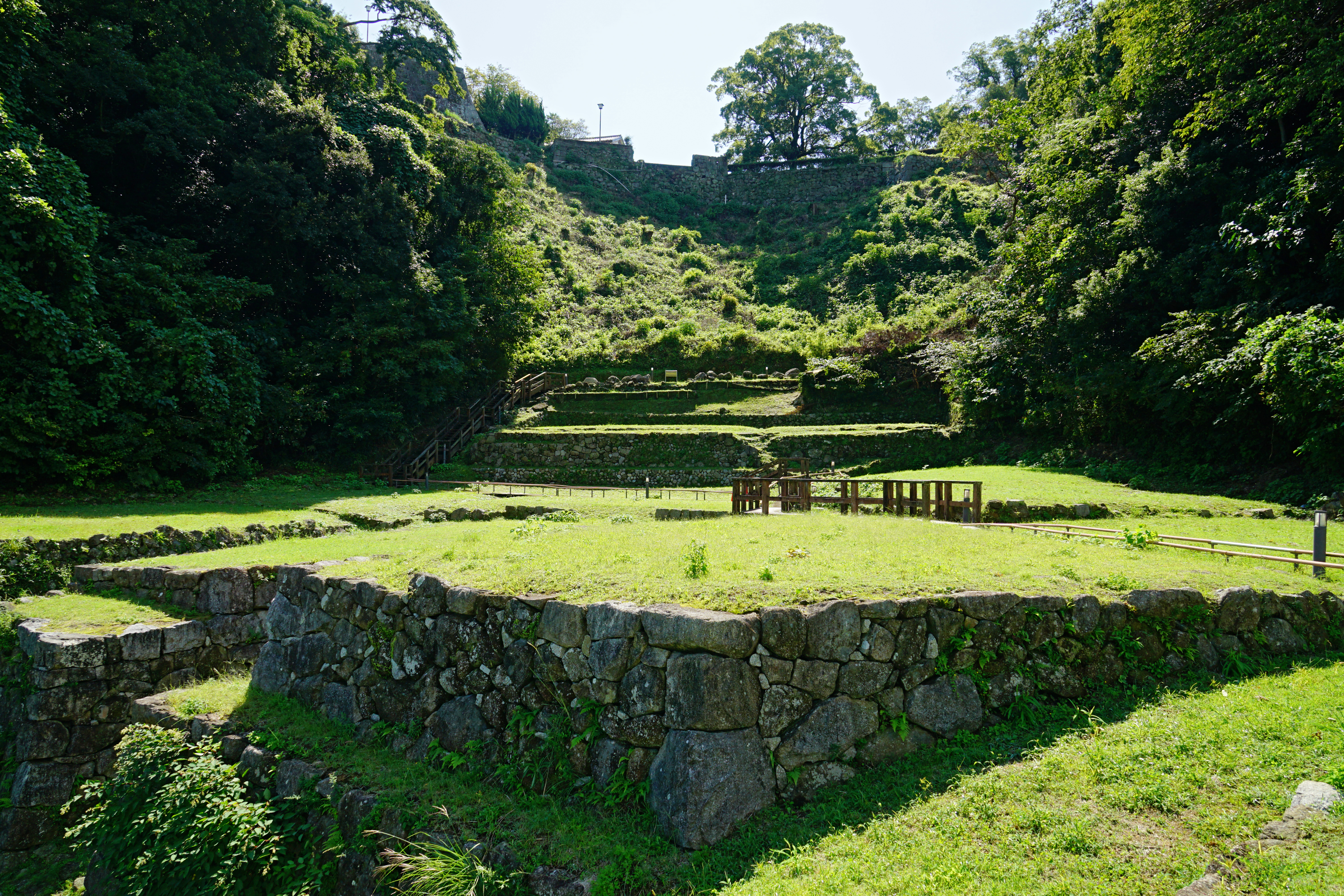
水ノ手から望む本丸

新宮城は、和歌山県の東南端、熊野川の右岸に位置する丹鶴山に築かれた。正保年間（1645-1648年）に、諸藩が幕府に提出した正保城絵図の一つである「紀伊国新宮城之図」には、熊野川に突き出た新宮城の縄張とその城下町が描かれている。その絵図によると、城山には、天守台と本丸、分離した出丸、鐘ノ丸、松ノ丸があり、西側の山麓には二ノ丸（上屋敷）や下屋敷、また、水ノ手の船着き場まで上下連郭式に配置され、現状とほぼ同様の構造が描かれている。
1667年（寛文7年）、増築は水野3代重上により完成し、規模は、東西180間（約324メートル）、南北110間（約198メートル）、周囲540間（約972メートル）であったといわれる。北側は熊野川に面し、また、南側には東西75間（約135メートル）、南北45間（約81メートル）、深さ1間半（約3メートル）の堀が造られていた。

### 本丸
東西180間（約324メートル）、南北115間（約207メートル）。城郭の中心として北東の最高所（標高約60メートル）に位置し、北面には正保城絵図に記されていない搦手の枡形虎口が残る。本丸の南端には天守台が設けられ、3層5階と推定される天守閣があったといわれる。天守台の石垣は、昭和20年代に崩壊。

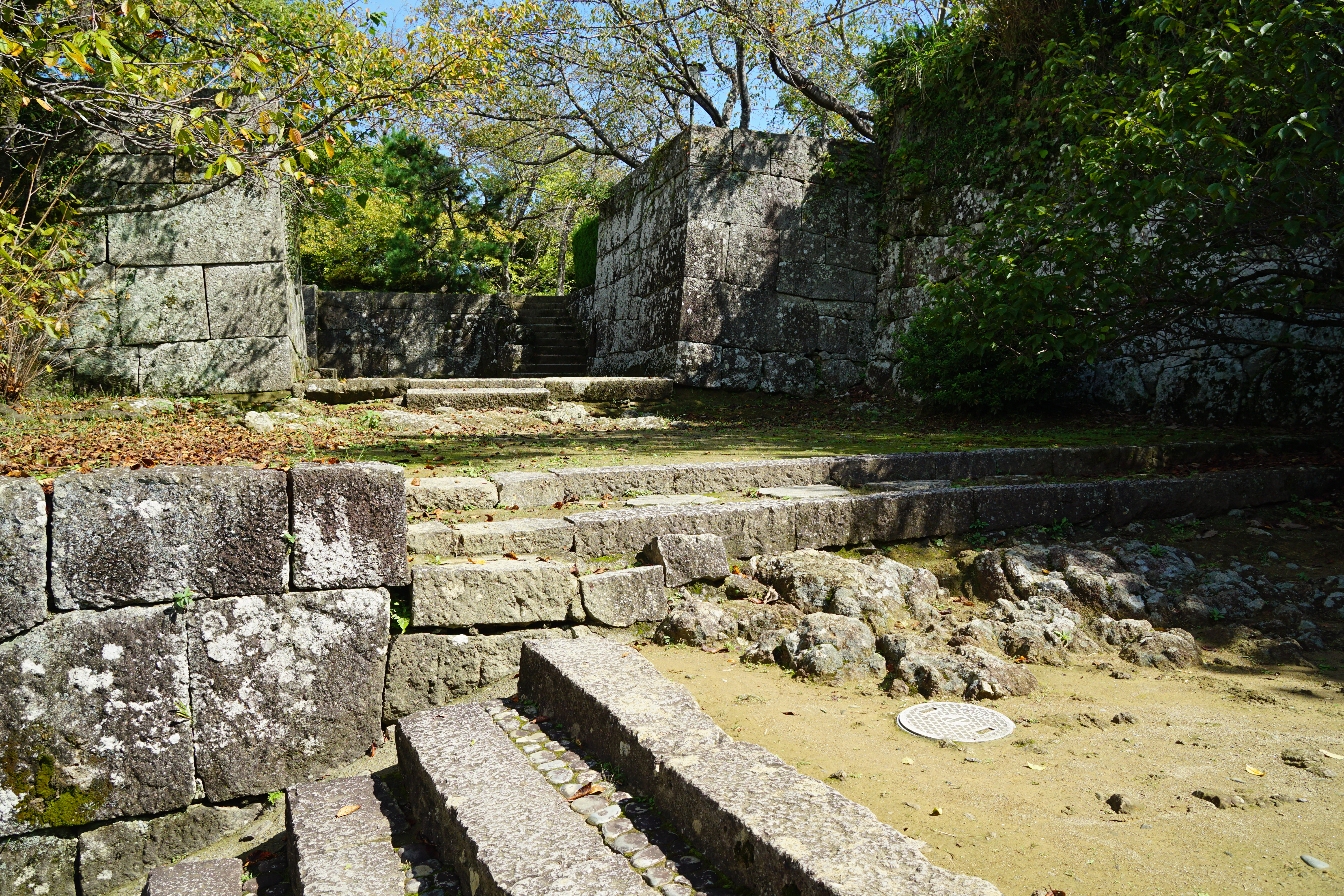
本丸の大手虎口
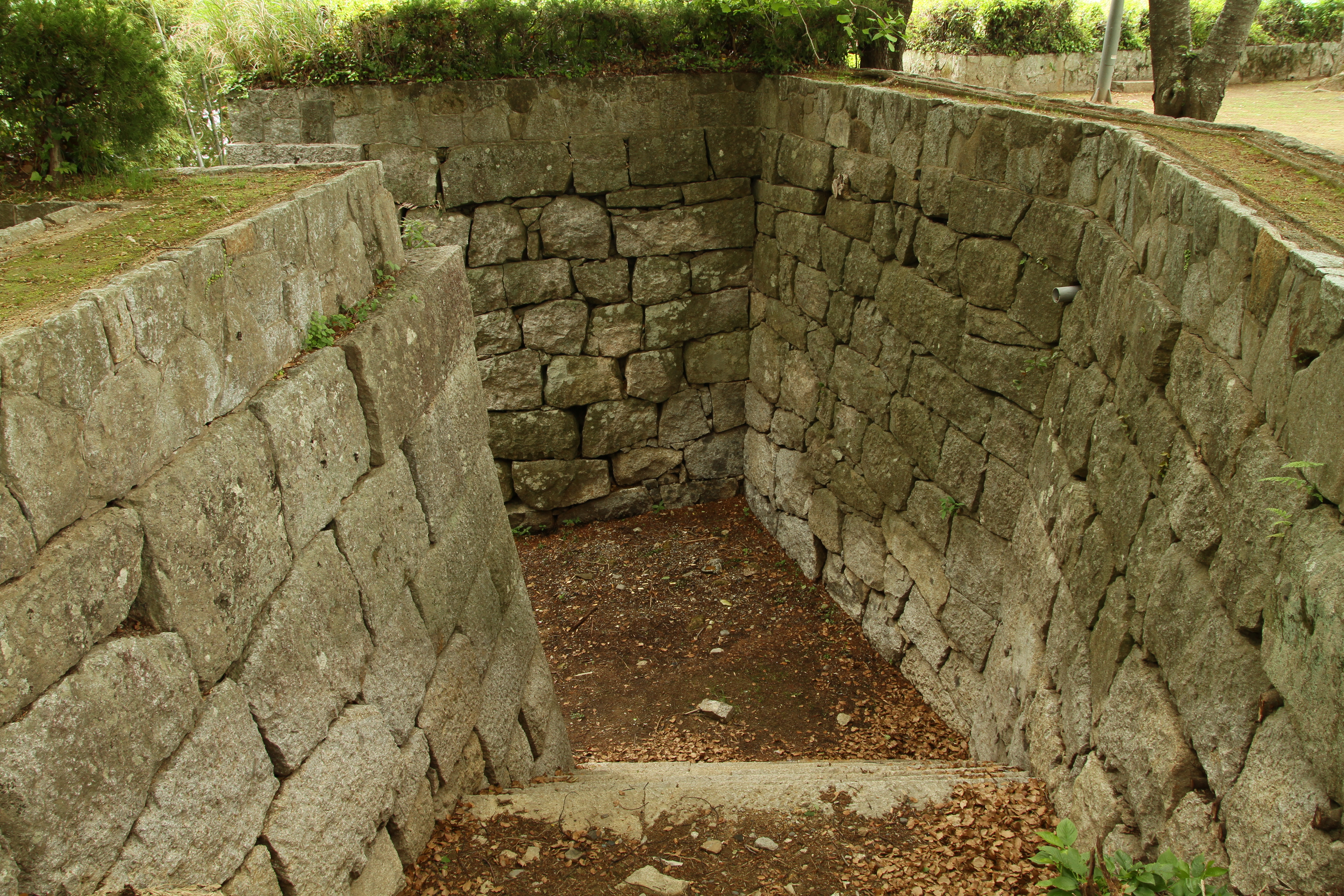
本丸の搦手虎口

### 出丸
本丸の北西に突き出た長方形の別郭で、熊野川や水ノ手を見下ろす位置にあり、本丸側に面して入口の石段が見られる。浅野氏の時代には本丸とつながりその間に城門があったが、水野氏の時代には完全に切り離され、本丸側の石積みには橋を架けた部分を埋めた改修の跡が認められる。

### 鐘ノ丸
本丸の南西部にあり、浅野氏の時代には二ノ丸であった。切込み接ぎ布積みの石垣や桝形虎口跡が残る。

### 松ノ丸
鐘ノ丸の西側に付属し、虎口跡が残る。

### 二ノ丸
東西32間（約58メートル）、南北28間（約50メートル）。西側の山麓にあり、浅野氏の時代は三ノ丸であったが、水野氏の時代には二ノ丸（上屋敷）となり、大手道が北側から松ノ丸へと通じていた。また、道路を挟んだ現在の市街地（NTT跡）には下屋敷があった。二ノ丸跡には、花崗岩による算木積みの石垣が残る。

### 水ノ手
水ノ手には、北側の熊野川に面した船着き場が置かれた。1994年（平成6年）、水ノ手で行なわれた調査において、13棟の炭納屋群跡が発掘され、水野氏の時代に備長炭を江戸の市場に送り財源を得る拠点であったことが認められた。

## 文学

### 佐藤春夫
新宮城跡の南西の麓に、詩人・作家である佐藤春夫の父が建てた「熊野病院」と家があったことから、幼少時より城跡によく登ったことが、小説『わんぱく時代』などに描かれている。

### 与謝野寛歌碑
1906年（明治39年）11月、与謝野寛が大石誠之助に招かれ、北原白秋・吉井勇・茅野蕭々らと初めてこの地を訪れた際に詠んだ歌。1910年（明治43年）の歌集『相聞』（あいぎこえ）では、「海を觀る憂（うれひ）きたらず喜び來（く）誰そ淚すや城のゆふべに （丹鶴城に登りて。）」とされている。

## 周辺
- 熊野速玉大社
- 佐藤春夫記念館
- 西村記念館
- 阿須賀神社